# Bez cukru
Bez cukru – piąty album solowy polskiej piosenkarki i twórczyni muzyki elektronicznej Noviki, wydany 18 stycznia 2019 przez Pomaton/Warner Music Poland. Płyta uzyskała nominację do Fryderyka 2020 w kategorii «Album Roku Elektronika».

## Lista utworów
| Nr  | Tytuł utworu                     | Długość |
| --- | -------------------------------- | ------- |
| 1.  | „Lekko”                          | 3:27    |
| 2.  | „Unsafe”                         | 3:22    |
| 3.  | „Słabości” (feat. Buslav)        | 3:22    |
| 4.  | „Para”                           | 3:25    |
| 5.  | „Friends in Need” (feat. Buslav) | 3:33    |
| 6.  | „Box” (feat. Baasch)             | 4:02    |
| 7.  | „Od dziecka” (feat. Nina)        | 4:01    |
| 8.  | „Emotika” (feat. Baasch)         | 4:36    |
| 9.  | „Ella”                           | 3:48    |
| 10. | „Sorro”                          | 4:23    |
|     |                                  | 37:59   |